# 찰스 임스
찰스 임스(Charles Ormond Eames, 1907년∼1978년)는 미국의 가구 디자이너로 세인트루이스에서 출생하였다. 재학시절에 철강회사에서 일하면서 엔지니어링과 건축에 대한 관심을 갖기 시작하였으며 워싱턴 대학에서 건축학을 전공하였다. 1930년 세인트루이스에서 첫 건축사무실을 개설하여 가구와 공작물, 양탄자와 조각, 건축과 그림을 디자인하고 제작하기 시작하였다. 그 후 1941년에 뉴욕 근대미술관 주최로 열린 '오거닉 디자인 설계공모전'에 사리넨과 함께 성형합판 의자를 출품하여 대상을 받은 후부터 의자 디자인만을 주로 하게 되었다. 1946년 뉴욕 근대미술관에서 개최한 '가구신작전(家具新作展)'에서 커다란 성공을 거두고 1947년부터 밀러 사(社)에 의해 제품으로 만들어졌다. 그 후에도 파이버글라스 의자의 개발 등 항상 새로운 분야를 개척하였으며 1961년 그의 부인 레이와 함께 공업 디자인의 국제상인 카프만 대상의 제1회 수상자로 뽑혔다.